# Église Saint-Pierre de Coutures
L'église Saint-Pierre est une église située en France à Coutures, dans le département de Maine-et-Loire en région Pays de la Loire.
Édifiée aux XIe et XIIe siècles, elle fait l'objet d'une inscription au titre des monuments historiques depuis 1975.

## Localisation
L'église est située dans le département français de Maine-et-Loire, sur la commune de Coutures.

## Historique
L'édifice est inscrit au titre des monuments historiques le 5 décembre 1975.